# Manuel Huerta Martínez
Manuel Huerta Martínez es un médico y político mexicano, miembro del partido Movimiento Regeneración Nacional (Morena). Es diputado federal para el periodo de 2018 a 2021.

## Reseña biográfica
Manuel Huerta Martínez es médico cirujano y partero egreado de la Benemérita Universidad Autónoma de Puebla y licenciado en Lengua y Literatura Hispánicas por la Universidad Nacional Autónoma de México. Ejerció su profesión de medicina con especialidad en urología en el Hospital Reforma de Iguala de la Independencia, Guerrero.
Fue miembro del Partido de la Revolución Democrática desde 2000 hasta 2010, y a partir de 2015 pasó a militar en Morena.
En 2018 fue elegido diputado federal por la vía de la representación proporcional a la LXIV Legislatura que culminará en 2021 y en que la que ocupa los cargos de secretario de la comisión de Salud, e integrante de las comisiones de Defensa Nacional; y de Pueblos Indígenas.
Causó notoriedad en los medios de comunicación y en las redes sociales por quedarse dormido en varias ocasiones —hasta cinco— durante el desarrollo de igual número de sesiones de la Cámara de Diputados, lo cual él justificó debido al cansancio por sus actividades laborales y el efecto de la denominada marea alcalina.